# Mousquetaires de l'ombre
Mousquetaires de l'Ombre (abrégé MdO) est un jeu de rôle d'aventure français publié par Phénix édition en 2004. Son univers s'inspire librement du XVIIe siècle français en y ajoutant des éléments de science-fiction. Un vaisseau pénitentiaire extraterrestre s'est écrasé en forêt de Fontainebleau en laissant s'échapper ses occupants. Une compagnie spéciale et secrète de mousquetaires d'élites est alors créée et envoyée à la poursuite des fugitifs.

## Ambiance
MdO, malgré ses éléments SF, se veut dans la lignée des films de cape et d'épée : même si les personnages sont censés garder secrète leur mission, le jeu encourage les joueurs à livrer des joutes oratoires, à entrer dans les pièces à cheval et en passant par la fenêtre, etc.
De nombreux éléments, comme la présence d'une compétence "Navigation" ou la possibilité pour un personnage de connaître de multiples langues dès le départ, incitent à partir à l'aventure à l'étranger et à développer des scénarios reposant sur les intrigues de cour internationales. À cet effet, l'éditeur Phénix Editions a publié un supplément pour des aventures prenant place au Québec, Nouvelle-France.
Enfin, pour préserver l'intérêt du jeu, il est préconisé par les concepteurs du jeu de ne pas abuser des extraterrestres, de ne les placer qu'en Grands Méchants des scénarios, et même de proposer des aventures dans lesquelles il s'avère que les éléments étranges ne sont en rien dus aux Evadés.

## Moteur de jeu
Le jeu demande de nombreux dés pour être joué, les compétences progressant par ajout de 2 faces au dé associé. C'est ainsi qu'on peut se retrouver avec une compétence pour laquelle on dispose d'un d14, qui n'existe pas ; le système autorise donc les joueurs à scinder leurs dés : ainsi, le d14 peut être 1d10 + 1d4 ou 1d6 + 1d8, à la convenance du joueur.
MdO présente une autre spécificité qui lui est inhérente : le dé de panache. Lorsque le personnage entreprend une action flamboyante au mépris du danger et avec une attitude désinvolte à la Han Solo (s'enfuir de l'auberge en sautant du balcon à un lustre puis en progressant sur la tête des gens massés en bas, par exemple), il dispose d'un dé supplémentaire à ajouter à sa compétence.